# Kovanluk, Bijeljina
Kovanluk je naselje v občini Bijeljina, Bosna in Hercegovina. 

## Deli naselja
Kovanluk.

## Prebivalstvo
| Pregled števila prebivalcev po letih | Pregled števila prebivalcev po letih | Pregled števila prebivalcev po letih | Pregled števila prebivalcev po letih | Pregled števila prebivalcev po letih | Pregled števila prebivalcev po letih |
| ------------------------------------ | ------------------------------------ | ------------------------------------ | ------------------------------------ | ------------------------------------ | ------------------------------------ |
| 1948                                 | 1953                                 | 1961                                 | 1971                                 | 1981                                 | 1991                                 |
| -                                    | -                                    | -                                    | 138                                  | 151                                  | 158                                  |

| Narodna sestava prebivalstva po letih                                                                                      | Narodna sestava prebivalstva po letih                                                                                        | Narodna sestava prebivalstva po letih                                                                                      |
| --- | --- | --- |
| 1971 | 1981 | 1991 |
| . skupaj: 138 Srbi 137 (99,27 %) Hrvati 1 (0,72 %) Muslimani 0 (0,00 %) Jugoslovani 0 (0,00 %) drugi in neznano 0 (0,00 %) | . skupaj: 151 Srbi 124 (82,11 %) Hrvati 1 (0,66 %) Muslimani 0 (0,00 %) Jugoslovani 26 (17,21 %) drugi in neznano 0 (0,00 %) | . skupaj: 158 Srbi 153 (96,83 %) Hrvati 0 (0,00 %) Muslimani 0 (0,00 %) Jugoslovani 0 (0,00 %) drugi in neznano 5 (3,16 %) |